# 罗子沟镇
罗子沟镇，是中华人民共和国吉林省延边朝鲜族自治州汪清县下辖的一个乡镇级行政单位。

## 行政区划
罗子沟镇下辖以下地区：
金城社区、绥芬村、古城村、城子后村、河南村、下河村、常青村、创业村、中河村、永胜村、上河村、太平村、新村、三道河村、西河村、内河村、河东村、上碱村、金星村、新屯子村、新丰村和西碱村。